# Luigi Einaudi
Luigi Einaudi, (tiếng Ý: [luˈiːʤi eiˈnaːudi]; 24 tháng 3 năm 1874 – 30 tháng 10 năm 1961) là chính trị gia và nhà kinh tế người Ý. Ông là Tổng thống thứ hai của Cộng hoà Ý giữa năm 1948 và năm 1955.

## Tiểu sử
Einaudi sinh ra trong gia đình Lorenzo và Placida Fracchia ở Carrù, thuộc tỉnh Cuneo, Piedmont. Tại Turin, ông theo học Liceo classico Cavour và hoàn thành các nghiên cứu của ông; Trong những năm đó ông trở nên quen với những ý tưởng xã hội chủ nghĩa và hợp tác với tạp chí Critica sociale, do nhà lãnh đạo xã hội chủ nghĩa là Filippo Turati. Năm 1895, sau khi vượt qua khó khăn về tài chính, ông tốt nghiệp khoa học pháp lý, sau đó được bổ nhiệm làm giáo sư tại Đại học Turin, Đại học Bách khoa Turin và Đại học Bocconi ở Milan.
Ông là người Công giáo.

## Đời sống chính trị ban đầu
Từ đầu thế kỷ 20, Einaudi đã chuyển dần sang hướng bảo thủ hơn. Năm 1919, ông được phong làm Thượng nghị sĩ của nước Ý. Ông cũng từng là nhà báo cho các tờ báo quan trọng của Italia như La Stampa và Il Corriere della Sera, cũng như là phóng viên tài chính cho The Economist. Ông đã có bài viết "Lettere di Junius" ủng hộ Liên minh châu Âu. Ông chống lại chủ nghĩa phát xít, ông ngừng làm việc cho các tờ báo Ý từ năm 1926, dưới chế độ phát xít, nối lại mối quan hệ chuyên nghiệp với Corriere della Sera sau khi chế độ chính trị sụp đổ năm 1943. Sau khi Hiệp định Đình chiến (8 tháng 9 năm 1943) Trở lại Ý vào năm 1944.
Einaudi là thống đốc của Ngân hàng Ý từ ngày 5 tháng 1 năm 1945 cho đến ngày 11 tháng 5 năm 1948, và cũng là một thành viên sáng lập của tổ chức Consulta Nazionale, mở đường cho Nghị viện mới của Cộng hòa Ý sau Chiến tranh thế giới II. Sau đó, ông là Bộ trưởng Bộ Tài chính, Kho bạc và Cân bằng, cũng như Phó Thủ hiến, vào năm 1947-48.

## Tổng thống Cộng hòa Ý
Ngày 11 tháng 5 năm 1948 ông được bầu làm Tổng thống thứ hai của Cộng hòa Ý..Vào cuối nhiệm kỳ bảy năm năm 1955, ông trở thành Thượng nghị sĩ suốt đời. Einaudi là thành viên của nhiều tổ chức văn hoá, kinh tế và trường đại học. Ông là người ủng hộ lý tưởng của chủ nghĩa liên bang châu Âu.
Einaudi đã quản lý riêng các hoạt động của trang trại gần Dogliani, sản xuất rượu Nebbiolo, mà ông tự hào sử dụng những tiến bộ nông nghiệp tiên tiến nhất. Vào năm 1950, nhà xuất bản Candido đã xuất bản một bộ phim hoạt hình trong đó Einaudi đang ở Cung điện Quirinal, bao quanh bởi một người bảo vệ danh dự của tổng thống (corazzieri) của những chai rượu vang Nebbiolo khổng lồ, được dán nhãn bằng logo của tổ chức. Cuốn phim hoạt hình được đánh giá bởi toà án thời đó, và Giovannino Guareschi, làm giám đốc của tạp chí, bị buộc tội.
Luigi Einaudi qua đời ở Roma vào năm 1961.